# العلاقات البالاوية اللاوسية
العلاقات البالاوية اللاوسية هي العلاقات الثنائية التي تجمع بين بالاو ولاوس.

## مقارنة بين البلدين
هذه مقارنة عامة ومرجعية للدولتين:
| وجه المقارنة                                              | بالاو                         | لاوس        |
| --------------------------------------------------------- | ----------------------------- | ----------- |
| المساحة (كم2)                                             | 465                           | 236.80 ألف  |
| عدد السكان (نسمة)                                         | 21.73 ألف                     | 6.86 مليون  |
| الكثافة السكانية (ن./كم²)                                 | 4.67 ألف                      | 28.97       |
| العاصمة                                                   | نغيرولمود، كورور              | فيينتيان    |
| اللغة الرسمية                                             | لغة إنجليزية، اللغة البالاوية | اللغة اللاو |
| العملة                                                    | دولار أمريكي                  | كيب لاوي    |
| الناتج المحلي الإجمالي (بليون دولار)                      | 291.54 مليون                  | 16.85 مليار |
| الناتج المحلي الإجمالي (تعادل القوة الشرائية) بليون دولار | 326.12 مليون                  | 38.71 مليار |
| الناتج المحلي الإجمالي الاسمي للفرد دولار أمريكي          | 13.50 ألف                     | 1.82 ألف    |
| الناتج المحلي الإجمالي للفرد دولار أمريكي                 | 14.76 ألف                     |             |
| مؤشر التنمية البشرية                                      | 0.780                         | 0.575       |
| رمز المكالمات الدولي                                      | +680                          | +856        |
| رمز الإنترنت                                              | .pw                           | .la         |
| المنطقة الزمنية                                           | ت ع م+09:00                   | ت ع م+07:00 |

## منظمات دولية مشتركة
يشترك البلدان في عضوية مجموعة من المنظمات الدولية، منها:
| علم المنظمة | اسم المنظمة                        | تاريخ انضمام بالاو | تاريخ انضمام لاوس |
| ----------- | ---------------------------------- | ------------------ | ----------------- |
|             | مؤسسة التنمية الدولية              | 16 ديسمبر 1997     | 28 أكتوبر 1963    |
|             | الأمم المتحدة                      | 15 ديسمبر 1994     | 14 ديسمبر 1955    |
|             | البنك الدولي للإنشاء والتعمير      | 16 ديسمبر 1997     | 5 يوليو 1961      |
|             | بنك التنمية الآسيوي                | 2003               | 1966              |
|             | منظمة حظر الأسلحة الكيميائية       | ?                  | ?                 |
|             | مؤسسة التمويل الدولية              | 16 ديسمبر 1997     | 29 يناير 1992     |
|             | وكالة ضمان الاستثمار متعدد الأطراف | 16 ديسمبر 1997     | 5 أبريل 2000      |
|             | يونسكو                             | 20 سبتمبر 1999     | 9 يوليو 1951      |